# Ty Walker (koszykarz)
Tyran Jamall Walker (ur. 7 sierpnia 1989 w Columbus) – amerykański koszykarz, występujący na pozycjach skrzydłowego oraz środkowego, aktualnie zawodnik Nakorn Pathom Mad Goat.
W 2015 roku został wybrany w drafcie rozszerzającym do D-League z numerem 14 przez zespół Raptors 905.
10 października 2015 roku podpisał umowę z zespołem AZS Koszalin. Klub opuścił 14 stycznia 2016 roku, rozwiązując umowę za porozumieniem stron.